# Tádzsikisztán a 2012. évi nyári olimpiai játékokon
Tádzsikisztán a nagy-britanniai Londonban megrendezett 2012. évi nyári olimpiai játékok egyik részt vevő nemzete volt. Az országot az olimpián 7 sportágban 16 sportoló képviselte, akik összesen 1 érmet szereztek.

## Érmesek
| Érem  | Versenyző         | Sportág   | Versenyszám    |
| ----- | ----------------- | --------- | -------------- |
| Bronz | Mavzuna Csorijeva | Ökölvívás | Női könnyűsúly |

## Atlétika
Férfi
| Versenyző      | Versenyszám   | Selejtező | Selejtező | Döntő    | Döntő    |
| Versenyző      | Versenyszám   | Eredmény  | Helyezés  | Eredmény | Helyezés |
| -------------- | ------------- | --------- | --------- | -------- | -------- |
| Dilsod Nazarov | Kalapácsvetés | 75,91 m   | 8.        | 73,80 m  | 10.      |

Női
| Versenyző               | Versenyszám | Előfutam | Előfutam | Előfutam | Elődöntő | Elődöntő | Elődöntő | Döntő   | Döntő    |
| Versenyző               | Versenyszám | Idő      | Hely.    | Össz.    | Idő      | Hely.    | Össz.    | Idő     | Helyezés |
| ----------------------- | ----------- | -------- | -------- | -------- | -------- | -------- | -------- | ------- | -------- |
| Vlagyiszlava Ovcsarenko | 200 m       | 24,39    | 9.       | 49.      | kiesett  | kiesett  | kiesett  | kiesett | kiesett  |

## Birkózás

### Férfi
Szabadfogású
| Versenyző           | Versenyszám | Selejtező                                      | Nyolcaddöntő                          | Negyeddöntő       | Elődöntő          | Vigaszág első kör | Vigaszág elődöntő               | Bronz- mérkőzés   | Döntő             | Helyezés |
| Versenyző           | Versenyszám | Ellenfél Eredmény                              | Ellenfél Eredmény                     | Ellenfél Eredmény | Ellenfél Eredmény | Ellenfél Eredmény | Ellenfél Eredmény               | Ellenfél Eredmény | Ellenfél Eredmény | Helyezés |
| ------------------- | ----------- | ---------------------------------------------- | ------------------------------------- | ----------------- | ----------------- | ----------------- | ------------------------------- | ----------------- | ----------------- | -------- |
| Nyikolaj Nojev      | 55 kg       | Radoszlav Velikov (BUL) · 0–1, 0–1             | kiesett                               | kiesett           | kiesett           |                   |                                 |                   |                   | 18.      |
| Zalimhan Juszupov   | 66 kg       | Alan Gogajev (RUS) · 1–0, 1–0                  | Haislan Veranes (CAN) · 0–2, 2–0, 0–2 | kiesett           | kiesett           |                   |                                 |                   |                   | 11.      |
| Juszup Abduszalomov | 84 kg       | Hadzsimurad Nurmagomedov (ARM) · 4–0, 0–2, 0–2 | kiesett                               | kiesett           | kiesett           |                   |                                 |                   |                   | 15.      |
| Rusztam Iszkandari  | 96 kg       | erőnyerő                                       | Valerij Andrijcev (UKR) · 1–2, 0–4    |                   |                   |                   | Xetaq Qazyumov (AZE) · 1–3, 0–3 | kiesett           |                   | 12.      |

## Cselgáncs
Férfi
| Versenyző       | Versenyszám | Selejtező         | 32-es főtábla                         | Nyolcaddöntő                               | Negyeddöntő                       | Elődöntő          | Vigaszág elődöntő                 | Bronz- mérkőzés   | Döntő             | Helyezés |
| Versenyző       | Versenyszám | Ellenfél Eredmény | Ellenfél Eredmény                     | Ellenfél Eredmény                          | Ellenfél Eredmény                 | Ellenfél Eredmény | Ellenfél Eredmény                 | Ellenfél Eredmény | Ellenfél Eredmény | Helyezés |
| --------------- | ----------- | ----------------- | ------------------------------------- | ------------------------------------------ | --------------------------------- | ----------------- | --------------------------------- | ----------------- | ----------------- | -------- |
| Raszul Bokijev  | Könnyűsúly  | erőnyerő          | Daniel Williams (GBR) · 100(1)–000(0) | Navroʻz Joʻraqobilov (UZB) · 100(1)–000(1) | Nakaja Riki (JPN) · 000(2)–001(1) |                   | Ugo Legrand (FRA) · 000(2)–001(0) | kiesett           |                   | 7.       |
| Parviz Szobirov | Középsúly   |                   | Roberto Meloni (ITA) · 001(3)–010(1)  | kiesett                                    | kiesett                           | kiesett           |                                   |                   |                   | 17.      |

## Ökölvívás
Férfi
| Versenyző           | Versenyszám  | Selejtező                      | Nyolcaddöntő              | Negyeddöntő       | Elődöntő          | Döntő             | Helyezés |
| Versenyző           | Versenyszám  | Ellenfél Eredmény              | Ellenfél Eredmény         | Ellenfél Eredmény | Ellenfél Eredmény | Ellenfél Eredmény | Helyezés |
| ------------------- | ------------ | ------------------------------ | ------------------------- | ----------------- | ----------------- | ----------------- | -------- |
| Anvar Junuszov      | Harmatsúly   | erőnyerő                       | Óscar Valdez (MEX) · 7–13 | kiesett           | kiesett           | kiesett           | 9.       |
| Szobirdzson Nazarov | Középsúly    | Mujandjae Kasuto (NAM) · 8–11  | kiesett                   | kiesett           | kiesett           | kiesett           | 17.      |
| Dzsahon Kurbanov    | Félnehézsúly | Yahia El-Mekachari (TUN) · 6–8 | kiesett                   | kiesett           | kiesett           | kiesett           | 17.      |

Női
| Versenyző         | Versenyszám | Selejtező         | Negyeddöntő             | Elődöntő                  | Döntő             | Helyezés |
| Versenyző         | Versenyszám | Ellenfél Eredmény | Ellenfél Eredmény       | Ellenfél Eredmény         | Ellenfél Eredmény | Helyezés |
| ----------------- | ----------- | ----------------- | ----------------------- | ------------------------- | ----------------- | -------- |
| Mavzuna Csorijeva | Könnyűsúly  | erőnyerő          | Dong Cheng (CHN) · 13–8 | Katie Taylor (IRL) · 9–17 |                   |          |

## Sportlövészet
Férfi
| Versenyző       | Versenyszám | Selejtező | Selejtező | Döntő   | Döntő    |
| Versenyző       | Versenyszám | Pont      | Helyezés  | Pont    | Helyezés |
| --------------- | ----------- | --------- | --------- | ------- | -------- |
| Szergej Babikov | Légpisztoly | 562       | 44.       | kiesett | kiesett  |

## Taekwondo
Férfi
| Versenyző       | Versenyszám | Nyolcaddöntő                | Negyeddöntő       | Elődöntő          | Vigaszág elődöntő         | Bronz- mérkőzés   | Döntő             | Helyezés |
| Versenyző       | Versenyszám | Ellenfél Eredmény           | Ellenfél Eredmény | Ellenfél Eredmény | Ellenfél Eredmény         | Ellenfél Eredmény | Ellenfél Eredmény | Helyezés |
| --------------- | ----------- | --------------------------- | ----------------- | ----------------- | ------------------------- | ----------------- | ----------------- | -------- |
| Farhod Negmatov | Váltósúly   | Lutalo Muhammad (GBR) · 1–7 | kiesett           | kiesett           |                           |                   |                   | 11.      |
| Aliser Gulov    | Nehézsúly   | Carlo Molfetta (ITA) · 3–7  |                   |                   | Liu Hsziao-po (CHN) · 1–6 | kiesett           |                   | 7.       |

## Úszás
Női
| Versenyző             | Versenyszám | Előfutam | Előfutam | Előfutam | Elődöntő | Elődöntő | Elődöntő | Döntő   | Döntő    |
| Versenyző             | Versenyszám | Idő      | Hely.    | Össz.    | Idő      | Hely.    | Össz.    | Idő     | Helyezés |
| --------------------- | ----------- | -------- | -------- | -------- | -------- | -------- | -------- | ------- | -------- |
| Jekatyerina Izmajlova | 50 m gyors  | 31,27    | 5.       | 60.      | kiesett  | kiesett  | kiesett  | kiesett | kiesett  |